# Ulrike Adeberg
Ulrike Adeberg, po mężu Spielmann (ur. 29 grudnia 1970 w Merseburgu) – niemiecka łyżwiarka szybka, srebrna medalistka mistrzostw świata.

## Kariera
Pierwszy sukces w karierze Ulrike Adeberg osiągnęła w 1989 roku, kiedy zwyciężyła w wieloboju podczas mistrzostw świata juniorów w Kijowie. Wynik ten powtórzyła na rozgrywanych rok później mistrzostwach świata juniorów w Obihiro. Największy sukces wśród seniorek osiągnęła w 1994 roku, zdobywając srebrny medal podczas wielobojowych mistrzostw świata w Butte. W zawodach tych rozdzieliła na podium reprezentującą Austrię Emese Hunyady oraz Rumunkę Mihaelę Dascălu. Adeberg wygrała tam bieg na 500 m, była druga na 3000 m, piąta na 1500 m oraz ósma na dystansie 5000 m. Była też między innymi czwarta na rozgrywanych cztery lata później mistrzostwach Europy w Helsinkach, przegrywając walkę o medal ze Swietłaną Bażanową z Rosji. W żadnym z biegów nie znalazła się tam w pierwszej trójce, jej najlepszym wynikiem była czwarta pozycja na 500 m. W 1994 roku brała udział w igrzyskach olimpijskich w Lillehammer, gdzie w biegu na 1500 m zajęła czternaste miejsce. Wielokrotnie startowała w zawodach Pucharu Świata, trzykrotnie stając na podium: 24 listopada 1990 roku w Berlinie i 14 stycznia 1994 roku w Davos była trzecia na 1500 m, a 10 lutego 1991 roku w Baselga di Piné zajęła trzecie miejsce na 3000 m. Najlepsze wyniki osiągnęła w sezonie 1990/1991, kiedy była piąta w klasyfikacjach końcowych, 1500 m i 3000/5000 m. W 1999 roku zakończyła karierę.
Jej mąż Michael Spielmann i brat Peter Adeberg również byli łyżwiarzami szybkimi i olimpijczykami.